# Google China
Cet article concerne Google China. Pour le moteur de recherche, voir Google. Pour les autres significations, voir Google (homonymie).
Google China (chinois simplifié : 谷歌 ; pinyin : Gǔgē) est une filiale de Google fondée en 2005. En république populaire de Chine, ce fut le moteur de recherche le plus utilisé après Baidu en 2009. Sa part de marché a fondu jusqu'à un nombre négligeable de 1,3% en 2013,. Jusqu’au 4 septembre 2009, elle avait à sa tête Kai-Fu Lee, ancien employé de Microsoft et fondateur en 1998 de Microsoft Research Asia.

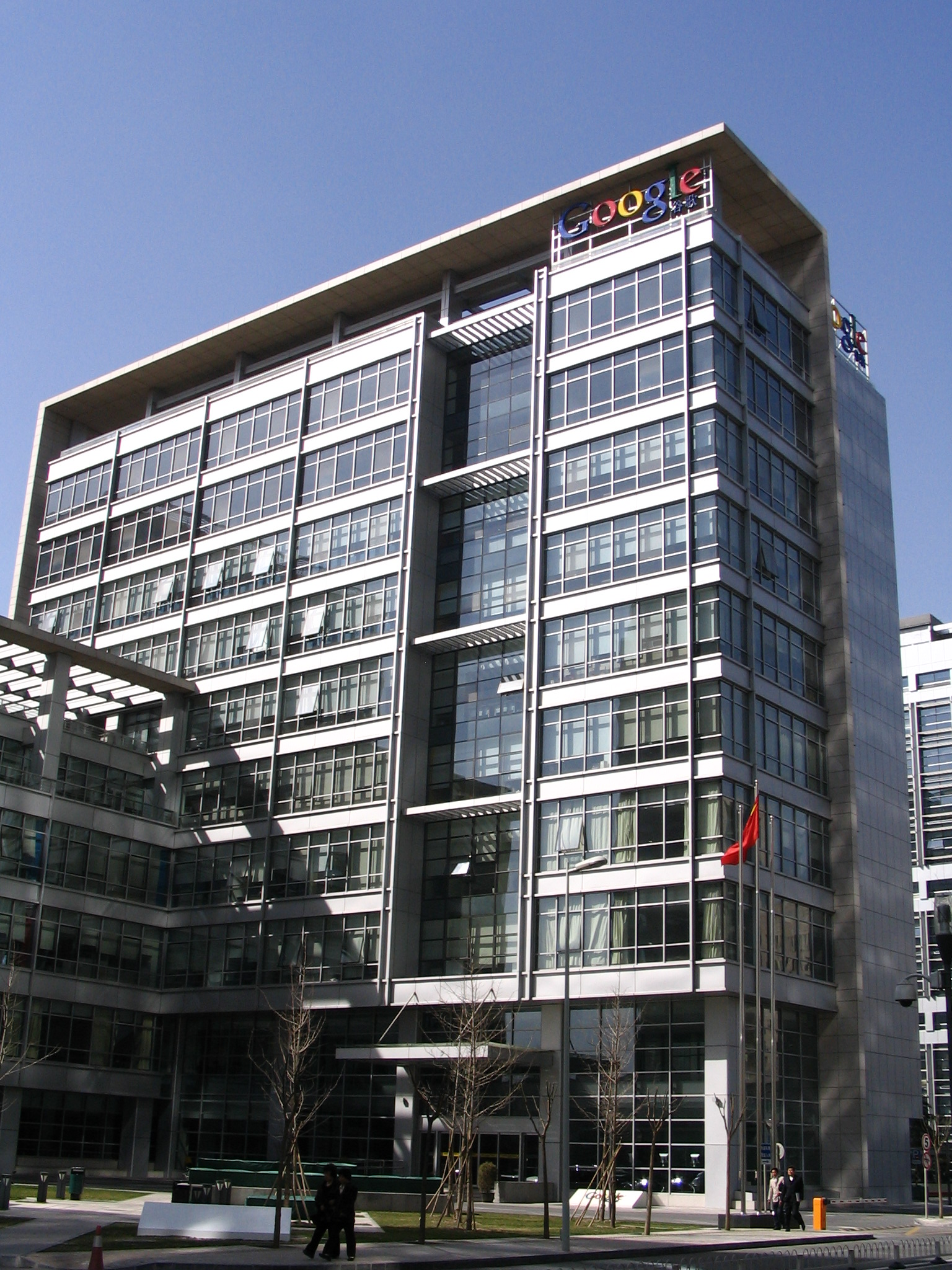
Le siège de Google Chine, à Pékin

## Censure
En 2010, Google a transféré son moteur de recherche de Pékin vers Hong Kong, officieusement pour ne pas se soumettre à l'autocensure imposée par l’État. En mai 2012, apparaît une notification de perturbation de la recherche pour l'utilisateur en cas de censure d'un mot ou d'un sinogramme par le système de censure de l’État chinois. À partir de décembre 2012, cette notification est abandonnée par Google.

## Projet Dragonfly
En août 2018, des fuites provenant d'employés de Google suggèrent que Google travaille depuis plus d'un an à la réintégration du marché chinois avec un moteur de recherche conforme aux exigences du gouvernement chinois. Le retour à la diffusion de résultats censurés provoque de la résistance parmi les employés de la firme et des organisations de défense de droits humains, notamment Amnesty International.